# Pyrausta amphinephela
Pyrausta amphinephela là một loài bướm đêm trong họ Crambidae.